# مقصود ميرزا
مقصود ميرزا بن حسن قوصون هو أحد أفراد سلالة الآق قويونلو وابن السلطان حسن قوصون.
شغل منصب والي بغداد للفترة 1453 — 1478. قتله أخوه السلطان خليل.
شغل ابنه رستم منصب السلطان للفترة 1492 - 1497.